# Macrotoma hayesii
Macrotoma hayesii es una especie de escarabajo longicornio del género Macrotoma, tribu Macrotomini, orden Coleoptera. Fue descrita por Hope en 1833.

## Descripción
Mide 80-130 mm de longitud.

## Distribución
Se distribuye por la isla de Príncipe, en Santo Tomé y Príncipe.